# ایوچنکو ای‌آی-۱۴
ایوچنکو ای‌آی-۱۴ یک موتور پیستونی شعاعی ۹ سیلندرِ هوا خنک است که در اتحاد جماهیر شوروی برای تامیت نیرو محرکه هواپیما طراحی شده‌است.
گونه ای معروف به M۴۶۲ نیز از این موتور تحت لیسانس آویا موتورز تولید شد.

## استفاده شده در
- ائرو ال-۶۰ بریگادر (نوع L-60S)
- آنتونوف ای‌ان-۱۴ - ای‌آی-۱۴آراف
- ICA IS-۲۳ - ای‌آی-۱۴آراف
- کاموف-۱۵ - ای‌آی-۱۴وی
- کاموف-۱۸ - ای‌آی-۱۴وی‌اف
- کاموف کا-۲۶
- نانچانگ سی‌جی-۶
- پی‌ال‌زد پی.۱۰۱ گاورن
- پی‌زدال-۱۰۴ ویگلا
- Sever-۲ (آئروسلد بر اساس خودروی سواری گاز-ام۲۰ پوبیدو)
- یاکوولف یاک-۱۲
- یاکوولف یاک-۱۸ (نوع یاک-۱۸ای)

## مشخصات (ایوچنکو ای‌آی-۱۴آرای)
اطلاعات از Jane's All the World's Aircraft 1982-83.

### خصوصیات عمومی
- نوع: موتور ۹ سیلندر هوا خنک شعاعی
- قطر سیلندر: 105 mm (4.125 in)
- کورس پیستون: 130 mm (5.125 in)
- حجم: 10.16 L (620 cu in)
- طول: 956 mm (37.63 in)
- قطر: 985 mm (38.78 in)
- وزن خالص: 197 kg (434 lb)

### اجزاء
- سوپرشارژر: سوپرشارژر گریز از مرکز دنده ای تک مرحله ای تک سرعته
- سامانهٔ سوخت‌رسانی: K-14A carburetor
- سامانهٔ روان‌کاری: Gear pressure and scavenge pumps
- سامانهٔ خنک‌کاری: هواخنک

### عملکرد
- توان خروجی: * (برخاست 194 kW (260 hp)
- Power (rated): 164 kW (220 hp)
- نسبت تراکم: ۵٫۹:۱